# 田湖镇
田湖镇，是中华人民共和国河南省洛陽市嵩县下辖的一个乡镇级行政单位。

## 行政区划
田湖镇下辖以下地区：
田湖村、樊店村、柿园村、窑上村、洒落村、古城村、铺沟村、上湾村、黄门村、张庄村、南安村、裴村、于岭村、崔园村、南洼村、腾王沟村、窑店村、大石桥村、下湾村、千秋村、新和店村、毛庄村、卸甲沟村、程村、小安头村、大安头村、高屯村、卢屯村、屏丰庄村、杨湾村和陆浑村。